# Bramwell Fletcher

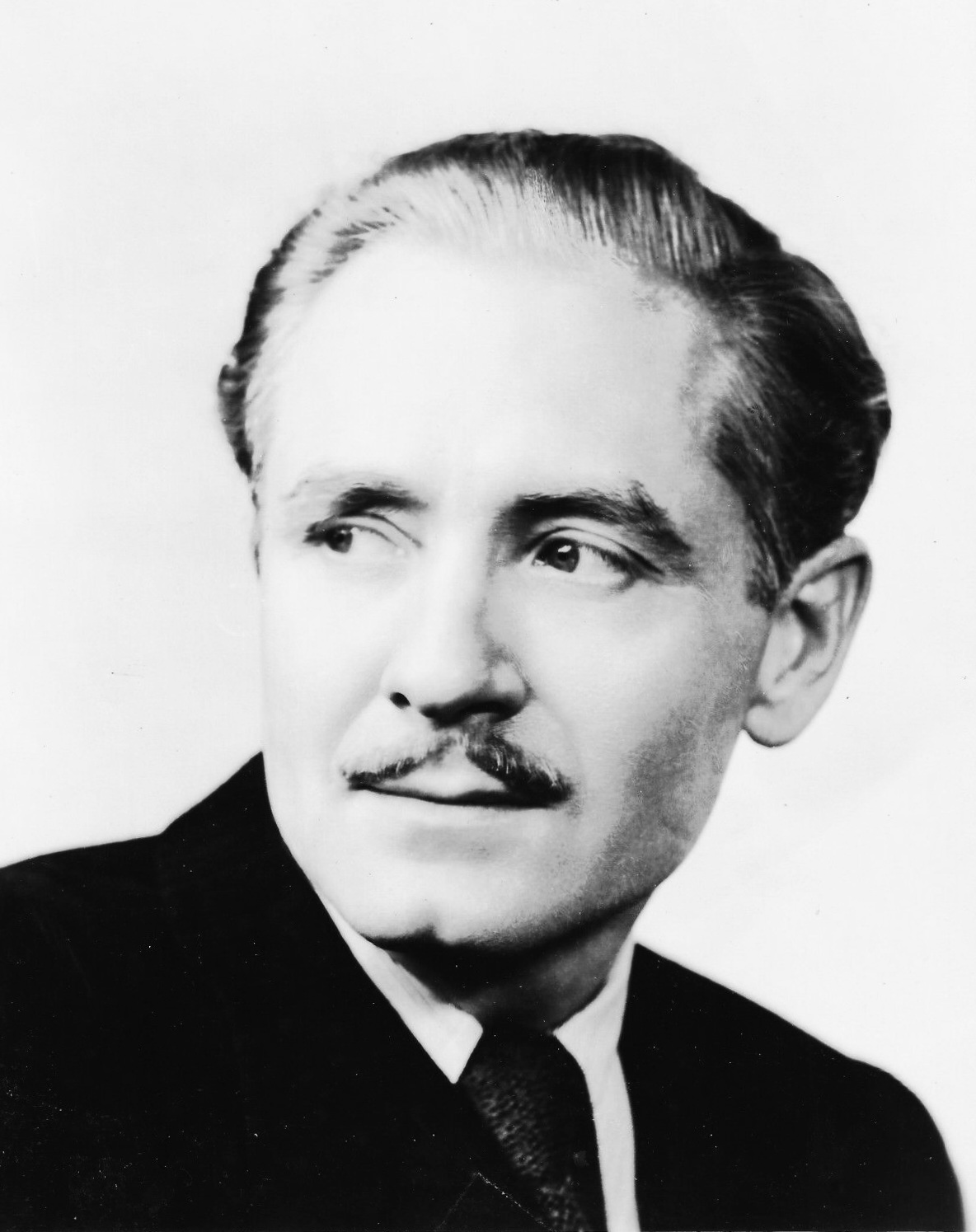
Bramwell Fletcher (1945)

Bramwell Fletcher (20. února 1904 Bradford – 22. června 1988 New Hampshire) byl anglický divadelní, filmový a televizní herec.

## Kariéra
Fletcher se objevil na divadelních prknech v roce 1927 a na Broadwayi debutoval v roce 1929. Brzy ho přilákal Hollywood a zvukové filmy. Svůj první film, S.O.S., natočil v roce 1928. S Johnem Barrymorem si zahrál ve filmu Svengali (1931) a o deset let později se oženil s jeho dcerou Dianou. Měl také krátkou, ale výraznou roli v Mumii (1932) jako šílený asistent. V roce 1943 zanechal filmové kariéry a věnoval se divadlu a televizi. V roce 1965 napsal hru The Bernard Shaw Story, ve které si i zahrál a která sklidila velký úspěch.

## Osobní život
Jeho první dvě manželky byly herečky. V letech 1935 až 1940 byl ženatý s Helen Chandlerovou a v letech 1942 až 1946 s Dianou Barrymore. Obě manželství skončila rozvodem. V roce 1950 si vzal Susan Robinson, s níž měl tři děti: Whit, Kent a Catherine Fletcherovi. V roce 1970 se oženil s Lael Tucker Wertenbakerovou, se kterou žil v Nelsonu v New Hampshire a v roce 1985 se přestěhovali do Keene. Zůstal s ní až do své smrti v roce 1988.

## Filmografie
- Chick (1928)
- S.O.S. (1928)
- To What Red Hell (1929)
- So This Is London (1930)
- Raffles (1930)
- The Millionaire (1931)
- Svengali (1931)
- Men of the Sky (1931)
- Daughter of the Dragon (1931)
- Once a Lady (1931)
- The Silent Witness (1932)
- A Bill of Divorcement (1932)
- The Face on the Barroom Floor (1932)
- The Mummy (1932)
- The Monkey's Paw (1933)
- Only Yesterday (1933)
- The Right to Romance (1933)
- Nana (1934)
- The Scarlet Pimpernel (1934)
- Line Engaged (1935)
- The Undying Monster (1942)
- White Cargo (1942)
- Random Harvest (1942)
- Immortal Sergeant (1943)
- Bread of Freedom (1952)
- Drama into Opera: Oedipus Rex (1961)